# Carlo Galli
Carlo Galli (Montecatini Terme, 1931. március 6. – Róma, 2022. november 6.) olasz válogatott labdarúgó, csatár.

## Pályafutása
Ifjúsági karrierjét szülővárosa csapatában kezdte, majd itt játszotta első felnőtt mérkőzéseit is, az akkor a harmadosztályban szereplő együttesben. Egyetlen év után az akkor még szintén a Serie C-ben játszó Cascinához szerződött, ahol két idényt játszott le.
1949-ben egy véletlen találkozásnak köszönhette, hogy az addigiaknál erősebb csapatban folytathatta pályafutását. Ebben az évben találkozott a későbbi szövetségi kapitánnyal, Giuseppe Vianival, aki nyáron magával is vitte őt a Palermóhoz, rögtön az első osztályba. Bár magas volt, némileg furcsa módon a fejjátéka eleinte kifejezetten gyenge volt. Ez volt a legnagyobb hiányosság, amelyet Vianinak ki kellett küszöbölnie Galli játékában, végül december nyolcadikán, pályafutása során először pályára léphetett a Serie A-ban. 10 nappal később, a Lazio ellen megszerezte első góljait, amelyek végül a győzelmet is jelentették a 2–1-gyel záruló összecsapáson.
1951-ben Galli és Viani a Romához igazolt, amely éppen akkor esett ki a másodosztályba, és értelemszerűen az azonnali visszajutást célozta meg. Galli és a másik új szerzemény, Lorenzo Bettini nagyon jól dolgozott együtt, közülük Galli tizenhárom találattal a szezon végén házi gólkirály lett. A feljutás után hosszú idő után elváltak Galli és Viani útjai, miután a tréner a Bologna ajánlatát fogadta el. Galli tehát maradt a fővárosban, egészen 1956-ig, amikor helyet cserélt a Milanban játszó Gunnar Nordahllal.
Amikor Galli Milánóba szerződött, ismét együtt dolgozhatott Gipo Vianival. A római öt év után itt is ugyanennyit játszott, ezalatt száztizenkét bajnokin negyvenhétszer talált az ellenfelek kapujába. Itt kétszer is bajnoki címet ünnepelhetett, valamint az április 13-án, a Lazio ellen szerzett öt gólja rekord a bajnokságban.
Nyolc találkozó erejéig az Udinese játékosa is volt, majd 1961-ben a Genoához igazolt, amellyel a Roma után ismét megnyerte a másodosztály küzdelmeit. Karrierje legvégén megfordult még Róma kék-fehér felében, a Laziónál, utolsó csapata pedig a harmadosztályú Pistoiese volt, az 1965-66-os idényben.
A válogatottban összesen tizenhárom meccsen lépett pályára, köztük kettőn az 1954-es világbajnokságon. Egy gólt szerzett a világbajnokságon, a Belgium elleni csoportmeccsen, összesen pedig öt találatot jegyez a nemzeti csapatban.

## Statisztikái
| Szezon        | Klub      | Bajnokság | Bajnokság | Bajnokság |
| Szezon        | Klub      | Oszt.     | Meccs     | Gól       |
| ------------- | --------- | --------- | --------- | --------- |
| 1949-50       | Palermo   | A         | 21        | 8         |
| 1950-51       | Palermo   | A         | 24        | 8         |
| 1951-52       | Roma      | B         | 29        | 13        |
| 1952-53       | Roma      | A         | 25        | 14        |
| 1953-54       | Roma      | A         | 20        | 8         |
| 1954-55       | Roma      | A         | 29        | 12        |
| 1955-56       | Roma      | A         | 20        | 6         |
| 1956-57       | Milan     | A         | 23        | 14        |
| 1957-58       | Milan     | A         | 14        | 12        |
| 1958-59       | Milan     | A         | 30        | 11        |
| 1959-60       | Milan     | A         | 25        | 6         |
| 1960-61       | Milan     | A         | 20        | 4         |
| 1961 aug-nov. | Udinese   | A         | 8         | 0         |
| 1961-62       | Genoa     | B         | 15        | 4         |
| 1962-63       | Genoa     | A         | 8         | 3         |
| 1963-64       | Lazio     | A         | 23        | 1         |
| 1964-65       | Lazio     | A         | 14        | 3         |
| 1965-66       | Lazio     | A         | 1         | 0         |
| 1966-67       | Pistoiese | C         | 15        | 0         |

## Sikerei, díjai
- Bajnok: 
  - 1956-57, 1958-59
- Serie B: 
  - 1951-52, 1961-62